# Brug 304
Brug 304 is een vaste brug in Amsterdam-Oost.
De brug is gelegen in het Linnaeushof en de overspant de plaatselijke Molenwetering. De brug dateert van 1924 en is ontworpen door Piet Kramer. Hij ontwierp een duiker in de stijl van de Amsterdamse School. Kenmerkend van Kramers hand is de bakstenen constructie met de blokjes graniet. Afwijkend voor een ontwerp van Kramer zijn de bakstenen balustrades in plaats van balustrades van siersmeedwerk. Dat siersmeedwerk is trouwens wel terug te vinden op een van de walkanten, maar het is niet bekend of dat uit de pen van Kramer komt. Wat ook typisch voor Kramer is, is de bakstenen pilaar (verticaal gemetseld) waarop bewerkt graniet op een van de landhoofden.

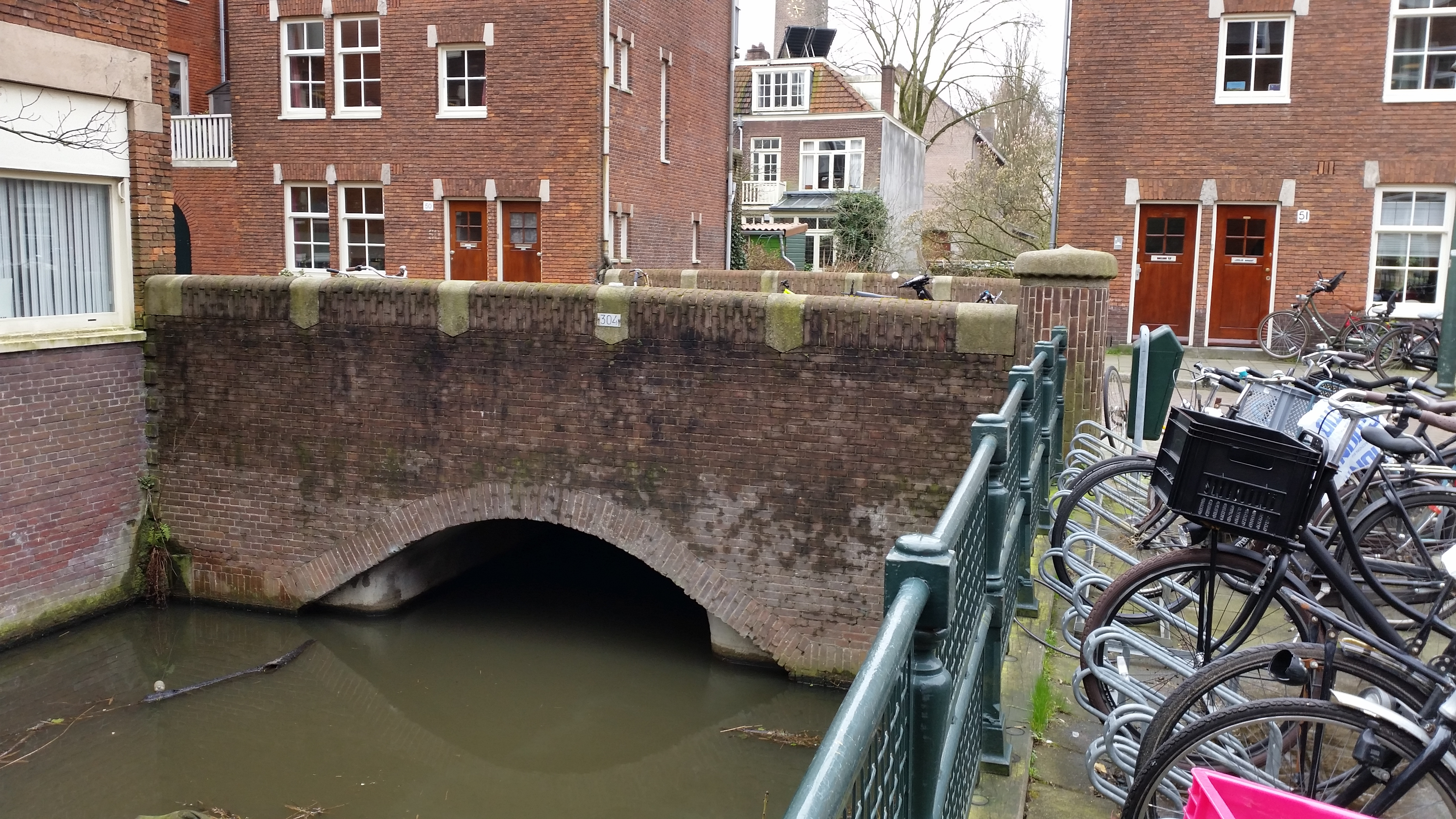
Zijaanzicht van Brug 304 (februari 2020)

<<< · 300 · 301 · 302 · 303 · 304 · 305 · 306 · 307 · 308 · 309 · 310 · 311 · 312 · 313 · 314 · 315 · 316 · 317 · 318 · 320 · 321 · 322 · 323 · 324 · 325 · 327 · 328 · 330 · 331 · 332 · 333 · 334 · 335 · 336 · 337 · 338 · 339 · 340 · 341 · 342 · 343 · 344 · 345 · 346 · 347 · 348 · 349 · 350 · 351 · 352 · 353 · 354 · 355 · 356 · 357 · 358 · 359 · 360 · 361 · 362 · 363 · 364 · 365 · 366 · 367 · 368 · 371 · 372 · 373 · 374 · 375 · 376 · 377 · 378 · 379 · 380 · 381 · 382 · 383 · 385 · 386 · 387 · 388 · 389 · 390 · 391 · 392 · 393 · 394 · 395 · 396 · 397 · 398 · 399 · >>>
Brugnummers 319, 326, 329 (tijdelijke duiker in de Ringspoordijk), 369, 370, 384 zijn niet (meer) vergeven.